# Datamatik
Datamatik er automatisk databehandling. Datamatik er betegnelsen for de praktisk orienterede dele af datalogien.
Eksempel på brug: Medierne kalder det informations-teknologi. Fagfolk nuancerer det og bruger relaterede, men forskellige termer: Datalogi (læren om de størrelser, der kan eksistere inde i datamaten og hvorledes de konstruerers)), datamatik (realisering af programmel på maskinel), informatik (matematik/datalogi/datamatik/anvendelser) og informationsteknologi (som primært omfattende datamatik , data-kommunikation samt alt det (især) elektroniske udstyr der kobles til datamater: sensorer og aktivatorer). [Dines Bjørner, 12. november 1998]